# 풍산 류씨
풍산 류씨(豊山柳氏)는 경상북도 안동시 풍산읍을 본관으로 하는 한국의 성씨이다.

## 역사
《풍산류씨세보(豊山柳氏世譜)》에 따르면, 시조 류절(柳節)은 고려 초에 수주(樹州 : 경기도 부평군)에서 호장(戶長)을 지냈다고 한다. 류절의 증손자 류백(柳伯)이 1290년(충렬왕 16년) 은사(恩賜)로 급제하여 전서(典書)를 역임하였다. 7세 류종혜(柳從惠)가 조선 초에 공조전서(工曹典書)를 역임하고 낙향해 하회동(河回洞)에 정착하였다고 한다.

## 기원
문화 류씨 시조 류차달의 10세인 류자성(柳資成)의 후손 중 14세 류절(柳節)의 후손이 풍산 류씨로 분적했다는 설이 있으나, 풍산 류씨와 문화 류씨 세계에는 의문점이 많아 현재에는 부정하는 추세이다.
풍산류씨 시조 류절의 증손자인 류백은 1290년(충렬왕 16년) 은사(恩賜)로 급제했다. 문화 류씨 분적설에 따르면 류소는 류백의 6대조가 되는데 류소는 고려 고종조(1214~1259)에 관직에 있었다. 7대에 걸치는 활동 기간이 50여년 전후에 걸쳐 있다는 것은 의문이 간다.
류차달은 880년 태생으로 나오는데, 류차달을 880년생으로 가정(假定)하고, 한 세대를 30±5년으로 이들의 연대(年代)를 계산해 본다면, 류차달의 10세손이었던 류자성은 대략 류차달보다 300(±50)년 이후의 1180±50년쯤 태어난 인물로 추정된다. 이 류자성의 4세손이 류절이므로 류절은 1300±70년경 태어난 사람이 된다. 이 류절의 4세손이 류백으로 충렬왕(忠烈王) 때 출사(出仕)하였다고 하는데 충렬왕 때가 바로 1274~1308년이다. 그런데, 류백은 류절의 4세손이므로, 적어도 1420±90년에 태어난 사람이어야 하는데, 연대가 맞지 않게 된다. 세대(世代)를 거듭하여 20세때 계속해서 자손을 보았다고 하면, 류차달과 류백간의 나이 차(差)는 18세손이므로 예전의 혼례 관습에 따라 20세 전후로 계산하여 360년을 더하면 1240년이 되어 가능하다고 볼 수 있다.

## 인물
- 류중영(柳仲郢, 1515년 ~ 1573년) : 자는 언우(彦遇), 호는 입암(立巖). 소(沼)의 증손으로, 할아버지는 자온(子溫)이고, 아버지는 간성군수 공작(公綽)이며, 어머니는 증 이조참의 이형례(李亨禮)의 딸이다. 1540년(중종 35) 식년문과에 병과로 급제하고, 지성균교수(知成均敎授)가 되었다. 이어 황주·상주·양주·안동의 훈도(訓導)를 역임하면서 지방교육에 큰 힘을 기울였다. 1546년(명종 1) 양현고직장(養賢庫直長)을 겸하였으며, 이듬해 박사가 되었으나 파직되었다. 1549년에 전적(典籍)·감찰·공조좌랑을 거쳐, 1553년에는 장령(掌令)·사복시정·사간·장악원정이 되었다. 이듬해 의주목사로 나가 국경지방의 밀수행위를 조절하고 생산을 권장하였다. 1564년에 황해도관찰사, 1560년에 정주목사로 부임해서도 교육의 진흥과 민생의 안정에 힘썼다. 1572년(선조 5)에 승지를 거쳐 예조참의·경연관 등을 역임하였다. 저서로는 《입암집》이 있다.

- 류빈((柳贇, 1520년 ~ 1591년) : 1554년(명종 9) 생원초시(生員初試), 1561년에 진사초시에 합격하였으나 벼슬하지 못하고 학문에만 전념하였다. 특히 역학(易學)에 조예가 깊었으며 당시의 정치에도 관심이 깊어 균전법(均田法)의 시행을 주장했다. 저서에 시문집인 『권옹선생문집(倦翁先生文集)』과 『역도(易圖)』가 있는데 여기에는 하도(河圖)와 낙서(洛書), 복희팔괘(伏羲八卦)와 문왕팔괘(文王八卦)를 도표로 설명하여 52개 도표가 작성되어 있다. 이 책은 주자(朱子)의 『역도(易圖)』를 기본으로 하고 소옹(邵雍)의 설과, 서산채씨(西山蔡氏), 반간동씨(盤澗董氏), 사재옹씨(思齋翁氏) 등 여러 학자의 설을 참고·인용하였다. 이 가운데 『후천괘위배천낙서(後天卦位配天洛書)』와 『분배시방(分配時方)』 두 도표는 매우 독창적인 것으로 평가되었다. 외향인 예안(禮安)에서 거주하였다. 녹전(祿田) 마곡서원(磨谷書院)에 제향되었으며, 문집으로 『권옹집(倦翁集)』이 있다. 류중영의 6촌 아우이자 류운룡, 류성룡 형제의 7촌 숙부 즉 재종숙부이며 임진왜란 때의 의병장 류종개의 아버지이다.[2]

- 류경심(柳景深, 1516년 ~ 1571년) : 자는 태호(太浩). 호는 귀촌(龜村)이다. 조부는 류자온(柳子溫)이며 아버지는 정5품 정랑을 지낸 류공권이다. 어머니는 영양남씨 남팔준(南八俊)의 딸이다. 류중영, 류중엄과는 사촌지간이며 원주목사 류운룡, 의정부영의정 류성룡 형제의 당숙(5촌)이다. 1537년(중종 32년) 사마시에 합격하였고, 1544년 별시문과에 을과로 급제하여 예문관검열·홍문관정자등을 지냈다. 1546년(명종 1년) 문과 중시에 장원하였다. 정미사화 때 파직되었다가 1551년 6월 다시 회인현감에 기용되었다. 1553년 유신현감으로 선정을 베풀었다하여 왕으로부터 향표리(鄕表裏) 1습(襲)을 하사받았다. 그 후 광주목사, 함경도 병마절도사 등 외직을 계속 역임하였다. 1568년(선조1년) 호조참판이 되어 성절사로 명나라에 다녀온 후, 예조참판, 대사헌을 거쳐 1571년에는 병조참판, 평안도관찰사가 되었다. 그러나 평안도관찰사 임기중 병을 얻어 서울로 돌아오는 도중 장단에서 졸하였다. 조선 선조는 류경심의 부음 소식을 듣고 애도하고 특별히 부의를 내렸다. 저서로는 《귀촌집》이 있다.

- 류운룡(柳雲龍, 1539년 ~ 1601년) : 자는 응견(應見), 호는 겸암(謙唵). 류중영의 장남이자 류성룡의 친형. 이황(李滉)의 문인이다. 음관으로 출사하여 선조 때 전함사 별좌를 지냈으며, 지방관을 지내면서 백성들을 어질게 다스렸으므로 존경을 받았다. 인동현감으로 있을 때는 야은 길재의 충절과 학덕을 기려 묘역을 수리하고 사당과 지주중류비라는 비석을 세웠다. 1592년 사복시첨정이 되었고, 1593년 풍기군수로 재임하면서 도둑떼를 소탕하였으며, 원주목사에 이르렀다.

- 류성룡(柳成龍, 1542년 ~ 1607년) : 자는 이현(而見), 호는 서애(西厓). 의성 출생. 아버지는 황해도관찰사 류중영(仲郢)이고, 어머니는 진사 김광수(金光粹)의 딸이다. 이황(李滉)의 문인이다. 1564년(명종 19) 생원·진사가 되고, 1566년 별시 문과에 병과로 급제해 승문원권지부정자가 되었다. 1568년(선조 1) 대교, 다음 해 전적·공조좌랑을 거쳐 감찰로서 성절사(聖節使)의 서장관(書狀官)이 되어 명나라에 갔다가 이듬해 돌아왔다. 1588년 양관대제학에 올랐으며, 다음해 대사헌·병조판서·지중추부사를 역임하고, 1590년 우의정에 승진, 광국공신(光國功臣) 3등에 녹훈되고 풍원부원군(豊原府院君)에 봉해졌다. 1591년 우의정으로 이조판서를 겸하고 이어 좌의정에 승진해 역시 이조판서를 겸하였다. 1592년 4월 13일 임진왜란이 일어나자 병조판서를 겸하고 도체찰사로 군무(軍務)를 총괄하였으며 명나라 구원병과 함께 평양성을 탈환하는 데 공을 세웠다. 이어 영의정에 올라 4도의 도체찰사를 겸해 군사를 총지휘했다. 1604년 호성공신(扈聖功臣) 2등에 책록되고 다시 풍원부원군에 봉해졌다. 저서로 《징비록》 등이 있다.

- 류기(柳綺, 1561년 ~ 1613년) : 자는 여장(汝章). 류운룡의 차남이자 류성룡의 조카로 관직은 낭천현감에 이르렀다. 학봉 김성일의 큰형 약봉 김극일의 사위이며 한석봉증유여장서첩의 주인공이기도 하다.

- 류후조(柳厚祚, 1798년 ~ 1876년) : 자는 재가(載可), 호는 매산(梅山)·낙파(洛坡)·영매(嶺梅). 류성룡의 8대손이자 류진의 7대손. 돈녕부 도정(都正) 심춘(尋春)의 아들이다. 1858년(철종 9) 정시문과에 급제한 뒤 1864년(고종 1)에 이조참판, 이듬해 공조판서를 지냈으며, 흥선대원군의 남인계 인사 중용책에 따라 1866년 우의정, 1867년 좌의정, 1872년 판중추부사에 올랐다.

- 류돈우(柳惇佑, 1933년 ~ 2021년) : 제13·14대 국회의원. 한국주택은행 은행장을 지냈다.
- 류우익(柳佑益, 1950년 ~ ) : 류성룡의 3자 수암 류진의 11대손. 제36대 통일부 장관을 지냈다.
- 류시민(柳時敏, 1959년 ~ ) : 제16·17대 국회의원. 제44대 보건복지부 장관.

- 류종하(柳宗夏, 1936년 ~ ) : 제26대 외무부 장관을 지냈다.

- 류영하(柳榮夏, 1962년 ~ ) : 류성룡의 차자 도암 류단의 13대손. 검사출신으로 국가인권위원회 상임위원을 지냄. 제22대 국회의원.

## 과거 급제자
풍산 류씨는 조선시대 문과 급제자 22명을 배출하였다.
문과
류경심(柳景深) 류경심(柳景深) 류공권(柳公權) 류광목(柳光睦) 류광억(柳光澺)
류도위(柳道緯) 유도창(柳道昌) 유도해(柳道海) 유도휘(柳道彙) 류벽조(柳璧祚)
류상조(柳相祚) 류성룡(柳成龍) 류세명(柳世鳴) 류세빈(柳世賓) 류양춘(柳陽春)
류종개(柳宗介) 류중영(柳仲郢) 류지영(柳芝榮) 류진한(柳進翰) 류치목(柳致睦)
류태좌(柳台佐) 류후조(柳厚祚)
생원시
류강(柳强) 류공권(柳公權) 류교목(柳敎睦) 류교조(柳敎祚) 류기목(柳祈睦)
류기영(柳驥榮) 류도구(柳道龜) 류도기(柳道夔) 류도망(柳道望) 류도운(柳道運)
류도종(柳道宗) 류도필(柳道弼) 류도흥(柳道興) 류동규(柳東奎) 류만조(柳晩祚)
류몽서(柳夢瑞) 류상춘(柳象春) 류석조(柳奭祚) 류성룡(柳成龍) 류세빈(柳世賓)
류세회(柳世晦) 류시춘(柳時春) 류심춘(柳尋春) 류영우(柳永佑) 류우목(柳宇睦)
류원기(柳元起) 류원량(柳元亮) 류인목(柳寅睦) 류재춘(柳載春) 류진규(柳進奎)
류진명(柳進明) 류창윤(柳昌潤) 류창조(柳昶祚) 류철조(柳喆祚) 류초(柳𥘉)
류현(柳𥙆) 류효목(柳孝睦) 류후강(柳後康) 류후광(柳後光) 류휘조(柳徽祚)
류희윤(柳喜潤)
진사시
류단(柳𥚻) 류도직(柳道直) 류벽조(柳璧祚) 류상우(柳相佑) 류성룡(柳成龍)
류성우(柳聖雨) 류성회(柳聖會) 류세명(柳世鳴) 류세익(柳世翊) 류세철(柳世哲)
류시원(柳時元) 류시일(柳時一) 류엽춘(柳燁春) 류응목(柳膺睦) 류의남(柳義男)
류일상(柳日祥) 류종개(柳宗介) 류지정(柳志鼎) 류지호(柳之湖) 류진(柳袗)
류진봉(柳進鳳) 류진한(柳進翰) 류진휘(柳進徽) 류항윤(柳恒潤) 류홍식(柳泓植)
류후조(柳厚祚)

## 항렬자
| 24세                 | 25세                       | 26세                 | 27세                       | 28세                 | 29세                       | 30세                 | 31세                       | 32세                 | 33세                       | 34세                 | 35세                       | 36세                 | 37세                       | 38세          | 39세              | 40세                 |
| -------------------- | -------------------------- | -------------------- | -------------------------- | -------------------- | -------------------------- | -------------------- | -------------------------- | -------------------- | -------------------------- | -------------------- | -------------------------- | -------------------- | -------------------------- | ------------- | ----------------- | -------------------- |
| 영(榮) 식(植) 동(東) | 口우(佑) 口묵(默) 口훈(勳) | 시(時) 수(壽) 재(在) | 口하(夏) 口신(信) 口문(文) | 한(漢) 호(浩) 해(海) | 口근(根) 口상(相) 口환(桓) | 병(炳) 응(應) 극(克) | 口지(志) 口정(正) 口기(基) | 승(升) 건(建) 진(珍) | 口낙(洛) 口수(洙) 口구(求) | 병(秉) 내(來) 창(昌) | 口희(希) 口훈(薰) 口노(魯) | 규(奎) 곤(坤) 용(容) | 口회(會) 口욱(旭) 口성(星) | 수(守) 제(濟) | 口직(直) 口낙(樂) | 형(炯) 연(然) 형(亨) |

## 집성촌
경상북도 안동시 풍산읍 수리 50번지에 풍산류씨 수동재사(豊山柳氏 水洞齋舍)가 위치한다.
풍산 류씨 중 안동 하회마을에 세거하는 후손들은 하회 류씨(河回 柳氏)라고도 한다.
- 경상북도 안동시 풍천면 하회리
- 경상북도 안동시 풍천면 광덕리
- 충청북도 영동군 황간면 우천리
- 경상북도 상주시 중동면 우물리
- 경상북도 의성군 점곡면 사촌리
- 경상북도 문경시 산양면 존도리

## 인구
- 1985년 풍산 류씨 (2,946가구 11,657명) + 하회 류씨 ( 764가구 3,374명) = 15,031명
- 2000년 풍산 류씨 (4,181가구 13,341명) + 하회 류씨 (1,114가구 3,897명) = 17,238명
- 2015년 풍산 류씨 10,664명 + 풍산 유씨 12,153명 = 22,817명

## 같이 보기
- 문화 류씨
- 전주 류씨
- 진주 류씨
- 고흥 류씨
- 영광 류씨